# Jaciment de la Pedra del Sacrifici
La Pedra del Sacrifici és un jaciment prehistòric que es troba a Tavèrnoles (Osona), inclòs a l'Inventari del Patrimoni Arqueològic i Paleontològic de Catalunya.
Es troba a Savassona, en els primers contraforts eocènics que formen les Guilleries i a la riba dreta del riu Ter. L'accés s'hi realitza per la carretera de Vic al Parador Nacional de Turisme Bac de Sau i just al seu pas pel castell de Savassona.

## Descobriment i investigacions arqueològiques
Les primeres troballes arqueològiques corresponen a l'any 1958, quan el Sr. Soler començà la seva exploració. A partir de 1960 la Unió Excursionista de Vic inicia excavacions a la Pedra del Sacrifici dirigides pel Dr. Eduard Junyent d'una manera més regular. La importància d'aquestes troballes en aquestes campanyes comportà la col·laboració de l'Institut d'Arqueologia i Prehistòria de la Universitat Central de Barcelona, el qual hi inicià una campanya pel desembre de 1962. Posteriorment, durant l'any 1976, amb el suport del Museu Episcopal de Vic, es continuà l'excavació de la Pedra del Sacrifici per part del Sr. M. Cassany de Vic, així com l'inici d'una nova excavació a la pedra del Dau. A partir de l'any 1981 s'encetà l'actual cicle d'excavacions en aquesta àrea amb el suport del Servei d'Arqueologia de la
Generalitat de Catalunya.
En la campanya arqueològica del 1982 es realitzà una cala en aquest jaciment amb la finalitat d'ampliar el coneixement de la seva complexa estratigrafia.
L'interès principal que van perseguir era l'estudi de l'estratigrafia del jaciment, per poder situar així amb exactitud els materials arqueològics, sobretot en relació amb els enterraments per realitzar anàlisis de C-14.
Quan l'institut va intervenir en aquesta excavació ja havien estat buidats els nivells de terra que reomplien totalment l'abric rocós.

## Troballes arqueològiques
Els materials arqueològics i enterraments procedents d'aquests treballs que es conserven al Museu de Vic són una bona prova de l'interès del jaciment.
Els arqueòlegs de la campanya del 1961 van determinar una estratigrafia conscients que hi havia diferents nivells: un de superior amb residus de carbó i fragments ceràmics; per sota i a més de 3m de profunditat van sortir enterraments amb esquelets en posició encongida, i fragments de ceràmica llisa.
El jaciment consta de 6 estrats distingits per diferents fases d'ocupació:
- Fase I: medieval
- Fase II-III: període ibèric
- Fase IV: edat del ferro
- Fase V: abandonat
- Fase VI: seria l'etapa neolítica i més important del jaciment

En l'estrat VI la terra es fa més sorrenca i vermellosa, però segueix sent molt pobra: alguns fragments ceràmics, alguna lasca de sílex i restes de fauna (mandíbula de petit rosegador, una dent de
carnívor), també algun fragment de carbó, de quars i algun còdol de riu. Igualment apareixen en molt mal estat de conservació les restes del que sembla la part passiva d'un queixal en descomposició. A 2,65 metres de profunditat apareixen un conjunt de pedres grans amuntegades, però al seu voltant la terra continua sent vermella, sorrenca i estèril. Entre les pedres hi ha algunes de gres vermell corresponent a molins de mà, però no s'han conservat gaire bé, ja que amb el contacte amb l'aire les van desfent. El grup de pedres podrien assenyalar un enterrament, el qual es va posar al descobert netejant la terra del voltant, donant algun fragment de ceràmica llisa i un incisiu d'animal, molt ben polit. En aixecar les pedres va aparèixer una llosa plana badada per diversos llocs, que es va aixecar pensant que pogués ser la coberta d'una sepultura, però a sota va seguir sortint la mateixa terra vermella estèril que en una capa molt fina cobria una altra llosa més gran, de forma rectangular d'1,20 m de longitud, 0,92 i 0,97 d'amplada a cada extrem i 0,11 m de gruix. Al costat d'un dels costats llargs de la llosa va aparèixer un molí de mà de gres, amb forma de barca, de 38 cm de longitud, 15 d'amplada i 8 d'alçada. Sota d'aquesta gran llosa hi havia terra negra solta, de farciment, a una profunditat de 3,30 m. Quan es va començar a excavar la terra negra, als pocs centímetres, es va veure ossos llargs de les cames d'un esquelet humà, després se'n va localitzar el crani i finalment la totalitat de l'enterrament molt ben conservat. Estava en posició fetal, amb les cames doblegades pels genolls i encongits de manera que els peus quedaven a l'alçada de la pelvis i els genolls a la de la cintura. Els braços, també doblegats i junts al nivell de les mans sobre els genolls. Tot l'esquelet estava col·locat de costat, amb el cap recolzat sobre la cara esquerra. L'orientació era amb el crani cap a l'est i mirant al sud i els peus cap al nord. Entre la terra que envoltava l'enterrament va aparèixer una petita aixa de pedra verda triangular i secció molt plana, com a únic aixovar. Es van recollir, amb les degudes garanties, uns quants ossos dels peus de l'esquelet que van servir per a la realització d'una anàlisi d'E 14. L'anàlisi, realitzada pel laboratori d'isòtops Inc. de Westwood, Nova Jersey (1-1518), per encàrrec de l'Institut d'Arqueologia de la Universitat de Barcelona (Mostra IAB-1), gràcies al mecenatge de la Bryant Foundation, va donar com a resultat la data de 4.310 ± 140 abans del present, és a dir, 2.345 ± 140 aC.
Posteriorment, al març de 1965, en aprofundir en el requadre de la mostra estratigràfica, al costat de la roca va aparèixer, a 2,50 m, de profunditat, un nou enterrament, també en posició encongida, encara que molt mal conservat, però amb un interessant aixovar, consistent en part d'un vas ceràmic de forma globular i perfil en S, de pasta fina amb superfície brunyida i una punta de sageta de coure amb aletes i peduncle.
Les restes de dos sepulcres de fossa en els estrats més profunds indiquen que va ser un lloc d'enterraments del Neolític final al calcolític (2500-1800 aC). Destaca la troballa de l'esquelet femení en molt bon estat, d'uns 25 anys. Els sepulcres de fossa són enterraments típics del Neolític mitjà al litoral i prelitoral del Mediterrani, que
consistia en una cavitat de terra tapada amb pedra o per una llosa. L'aixovar funerari, el constituïa algun vas ceràmic, aixes i puntes de sageta.
Pel que fa al materials trobats, hi ha una gran varietat. El més important va ser la troballa de tres fragments ceràmics sense un context estratigràfic clar. El primer d'aquests fragments correspon a una nansa d'orella vertical amb perforació horitzontal i amb decoració d'impressions triangulars, realitzades amb pinta sobre el seu llom. La pasta, de color marró a l'exterior i gris a l'interior, de 9 mm de gruix, és compacta i amb desgreixant de quars i mica. Un altre fragment amb característiques de pasta iguals a l'anterior és una vora amb llavi arrodonit amb dues franges de decoració per impressió cardial alternades per una altra de lliure. El tercer fragment de vora amb inici de mitjà de prensió i per sota una franja de decoració per impressions de pinta.
L'altre element seria la presència de dos fragments ceràmics de reduïdes dimensions decorats a l'estil campaniforme internacional de bandes impreses alternades amb bandes lliures. L'altre fragment presenta una decoració impresa en forma de cremallera que es podria associar a l'estil campaniforme pirinenc.
També s'ha d'assenyalar la presència d'un punxó d'os molt ben polimentat, un fragment d'espàtula o peça llana d'os, un fragment de braçalet, una aixa petita de pedra verda motejada amb forma triangular i secció molt plana, algunes fulles de sílex i un fragment de fulla en forma de ganivet de secció triangular sense retocs.
A més de les troballes neolítiques tan importants, hem de destacar una altra part del registre que no s'ha estudiat tant: els gravats rupestres. A uns pocs metres del jaciment de la Pedra del Sacrifici s'han trobat quatre pedres amb diferents gravats de diverses tipologies. A la “pedra 1” hi ha representada una figura antropomorfa en baix relleu, desproporcionada i amb molt pocs detalls, únicament de la cara. També hi ha uns pocs gravats cruciformes i una gran quantitat de “cassoletes”, més profundes i connectades entre si. Es proposa que únicament la figura antropomorfa sigui medieval. Pel que fa a la resta, serien exemplars de l'art esquemàtic peninsular, que comporta part del neolític i part del calcolític peninsular. La “pedra 2”, també anomenada “pedra de les Bruixes”, està partida en dos blocs i consta de cruciformes de diverses mides, cercles i cassoletes de fins a 12 cm de diàmetre (més petits), una estrella de cinc puntes, dues formes en V amb creus i línies “adossades”, formes en “8” i uns gravats no classificats, de menor quantitat i importància. A la “pedra 3”, hi ha dos cruciformes, unes cassoletes profundes (17 cm) i un traç irregular sense identificar. I per acabar, la “pedra 4” consta de diversos gravats combinats molt erosionats de cassoletes i cruciformes. Més apartada d'aquests gravats erosionats hi ha una figura antròpica amb traç i profunditat diferents a la resta, per la qual cosa es pensa que seria d'època medieval, com el de la “pedra 1”.
Amb tot, s'han de destacar diversos fets: totes les cronologies són molt generals i estan proposades per comparatives d'altres gravats, sense poder especificar una data ni fer proves que demostrin la hipòtesi. A més, hi ha gravats ben treballats i de bona qualitat i altres fets més de pressa i corrents. N'hi ha dues tècniques: el repicat, usat sobretot en els cruciformes (no exclusivament), i l'abrasió, que es va usar gairebé en exclusiva en la “pedra 2”, on hi ha més gravats. Per acabar, s'ha de dir que encara que el cruciforme sigui el gravat més abundant, no són de la mateixa qualitat ni mida, cosa que ve a reafirmar la idea que no té per què ser tot de la mateixa cronologia.